# Franck Riester
Franck Riester (sinh ngày 3 tháng 1 năm 1974) là một chính khách người Pháp, từng là Bộ trưởng Phái đoàn Ngoại thương và Hấp dẫn Kinh tế trong chính phủ của Thủ tướng Jean Castex từ năm 2020. Một cựu thành viên của đảng Cộng hòa, ông thành lập và hiện đang lãnh đạo đảng Agir trung hữu. Riester là thành viên của Quốc hội cho khu vực bầu cử thứ năm của Seine-et-Marne từ năm 2007 đến 2018 và Bộ trưởng Văn hóa trong Chính phủ Philippe thứ hai từ năm 2018 cho đến khi được bổ nhiệm làm Bộ trưởng đại diện cho Bộ trưởng Bộ Ngoại giao và Châu Âu.

## Sự nghiệp chính trị
Trong chiến dịch tranh cử không thành công của Nicolas Sarkozy, cuộc bầu cử tổng thống năm 2012, Riester lãnh đạo truyền thông cho đảng UMP.
Trong các cuộc bầu cử lãnh đạo đảng Cộng hòa năm 2016, Riester đề cử Bruno Le Maire trở thành ứng cử viên cho văn phòng Tổng thống Pháp.
Riester được bổ nhiệm làm Bộ trưởng Văn hóa dưới thời Thủ tướng Édouard Philippe vào ngày 16 tháng 10 năm 2018.

## Tranh cãi
Khi đạo diễn Roman Polanski giành được giải đạo diễn xuất sắc nhất cho bộ phim J'accuse tại lễ trao giải César thường niên năm 2020, dàn diễn viên và đội ngũ sản xuất đã tẩy chay, không tham dự buổi lễ sau khi Riester nói rằng: thành công của một đạo diễn bị cáo buộc bạo lực tình dục sẽ trở thành vết nhơ trong thời đại phong trào Me Too.

## Đời tư
Riester công khai là người đồng tính vào năm 2011. Đây là nghị sĩ Pháp đầu tiên công khai như vậy.
Vào tháng 3 năm 2020 trong đại dịch COVID-19, Riester đã xét nghiệm dương tính với COVID-19.